# Carême protestant
Carême protestant est une émission de radio chaque samedi après-midi durant la période du carême sur France Culture et Fréquence protestante, consistant en une heure de prédication ou de réflexion sur un thème de société. Elle est produite depuis 1981 par le service radio de la Fédération protestante de France.
Les Églises réformées n'imposent pas de pratiques de pénitence ou de jeûne, l'insistance porte durant cette période avant Pâques sur la prédication et la méditation. Si dans le courant luthérien on trouve parfois la recommandation de l'abstention de viande le Vendredi saint, le protestantisme n'est pas directif, aucune consigne particulière n'ayant été laissée par les Apôtres.Les disciples de Jésus, en effet, ne pratiquaient pas le jeune, contrairement aux pharisiens et aux disciples de Jean le Baptiste (Matthieu, IX, 14) : « Alors les disciples de Jean vinrent auprès de Jésus, et dirent : Pourquoi nous et les pharisiens jeûnons-nous, tandis que tes disciples ne jeûnent point ? ». Jésus leur répond qu'ils jeûneront seulement le jour où l'époux leur sera enlevé (Marc, II, 20) : « Les jours viendront où l'époux leur sera enlevé, et alors ils jeûneront en ce jour-là ».
Cette absence d'ascèse particulière, de mortification ou de repentance, provient de la sotériologie différente entre le catholicisme et les spiritualités issues de la Réforme. Pour les protestants, le salut s'obtient par la grâce seule (sola gratia) en sorte qu'il n'est pas besoin d'accomplir des œuvres de repentance en vue d'obtenir le salut,,.